# Ágnes Czingulszki
Ágnes Czingulszki (* 1987 in Baja) ist eine in Österreich lebende ungarische Journalistin und Autorin.

## Leben
Czingulszki wuchs von 1989 bis zur Rückkehr ihrer Eltern nach Ungarn 1997 in Bayern auf. In Ungarn lebte ihre Familie danach in Agárd. Czingulszki studierte bis 2009 an der Eötvös-Loránd-Universität Kommunikations- und Medienwissenschaft und Norwegisch. Nach einem einjährigen Praktikum bei der Tageszeitung Népszabadság ging sie nach Innsbruck, wo sie an der Universität Innsbruck ihr Masterstudium im Bereich Medien absolvierte und heute lebt. Sie arbeitet seit 2013 (mittlerweile als Redakteurin) beim Stadtblatt Innsbruck (Bezirksblätter Tirol/Regionalmedien Austria). 
Ihr Debüt erschien 2016 unter dem Titel ich dachte an siracusa – ein Kurzgeschichtenband mit 13 Erzählungen, das vom Wiener Verlag edition exil herausgegeben worden ist. Sie erntete mit ihren Geschichten durchwegs positive Kritiken. So schrieb Sabine Schuster vom Literaturhaus Wien: „Es gelingt ihr scheinbar mühelos, Emotionen und Konflikte lebendig zu skizzieren und jeweils einen entscheidenden Moment aus dem Leben der gar nicht heldenhaften Figuren einzufangen. Die Autorin schafft dabei eine ganz bestimmte Atmosphäre der schwebenden Melancholie, die einen beim Lesen umfängt und danach noch lange präsent bleibt. Diese Atmospähre [sic] ist das Besondere an Ágnes Czingulszkis Erzählband […]“
Czingulszki veröffentlicht in ungarischer und deutscher Sprache. Außerdem wird sie als Autorin von der Elisabeth Ruge Agentur vertreten.

## Publikationen (Auswahl)
- Ich dachte an Siracusa. Kurzgeschichten. edition exil, Wien 2016. ISBN 978-3-901-89975-1
- Die Schaukel am Kirschenbaum. In: Zugewandert. Literaturpreis des Bezirks Schwaben 2012. Wißner-Verlag, Augsburg 2012. ISBN 978-3-896-39894-9
- Das Begräbnis. In: Farben. Literaturpreis des Bezirks Schwaben 2013. Wißner-Verlag, Augsburg 2013. ISBN 978-3-896-39943-4

## Ehrungen
- 2009: 2. Preis, Kurzgeschichtenwettbewerb des ungarischen Staatsdenkmalschutzvereins (Forster Gyula Nemzeti Örökségvédelmi és Vagyongazdálkodási Központ)[5]
- 2012: Sonderpreis „Junge Autoren unter 25“, Schwäbischer Literaturpreis
- 2013: 1. Preis, Schwäbischer Literaturpreis[6]
- 2014: Exil-Literaturpreis „Schreiben zwischen den Kulturen“, Verein Exil[7]
- 2019: Start-Stipendium für Literatur des Österreichischen Bundeskanzleramtes